# Diosma acmaeophylla
Diosma acmaeophylla är en vinruteväxtart som beskrevs av Eckl. & Zeyh.. Diosma acmaeophylla ingår i släktet Diosma och familjen vinruteväxter. Inga underarter finns listade i Catalogue of Life.